# 蓮生寺 (藤枝市)
蓮生寺（れんしょうじ）は、静岡県藤枝市にある真宗大谷派の寺院。山号は熊谷山。本尊は阿弥陀如来。

## 歴史
この寺は、1195年（建久6年）蓮正（＝熊谷直実、1141年～1208年）が開山となって創建されたと伝えられる。1730年（享保15年）駿河国田中藩主となった本多氏の菩提寺となっている。

## 文化財
- 藤枝市指定天然記念物
  - 蓮生寺のイブキ

## 所在地
- 静岡県藤枝市本町1-3

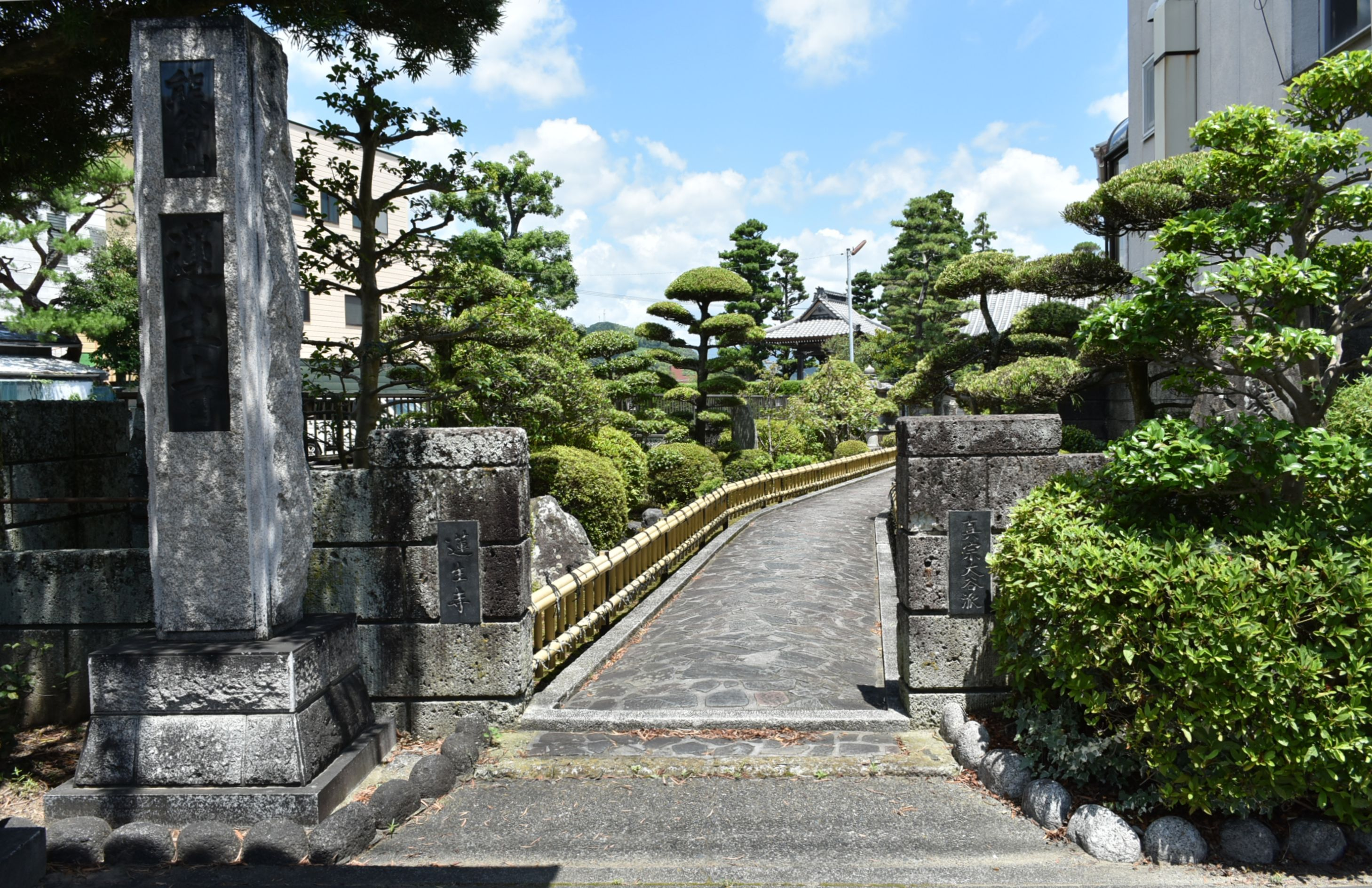
参道入口（2018年7月10日撮影）
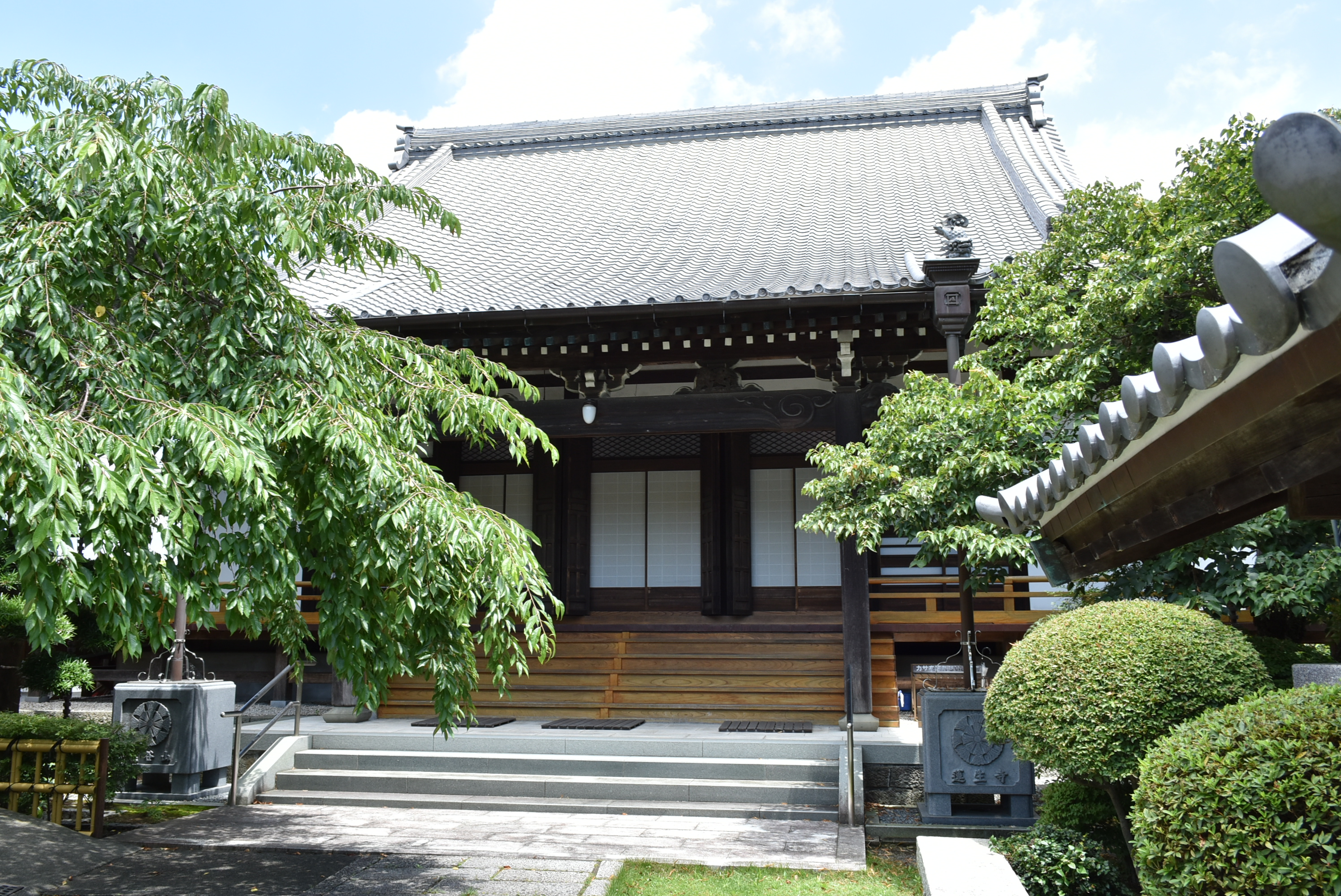
本堂（2018年7月10日撮影）
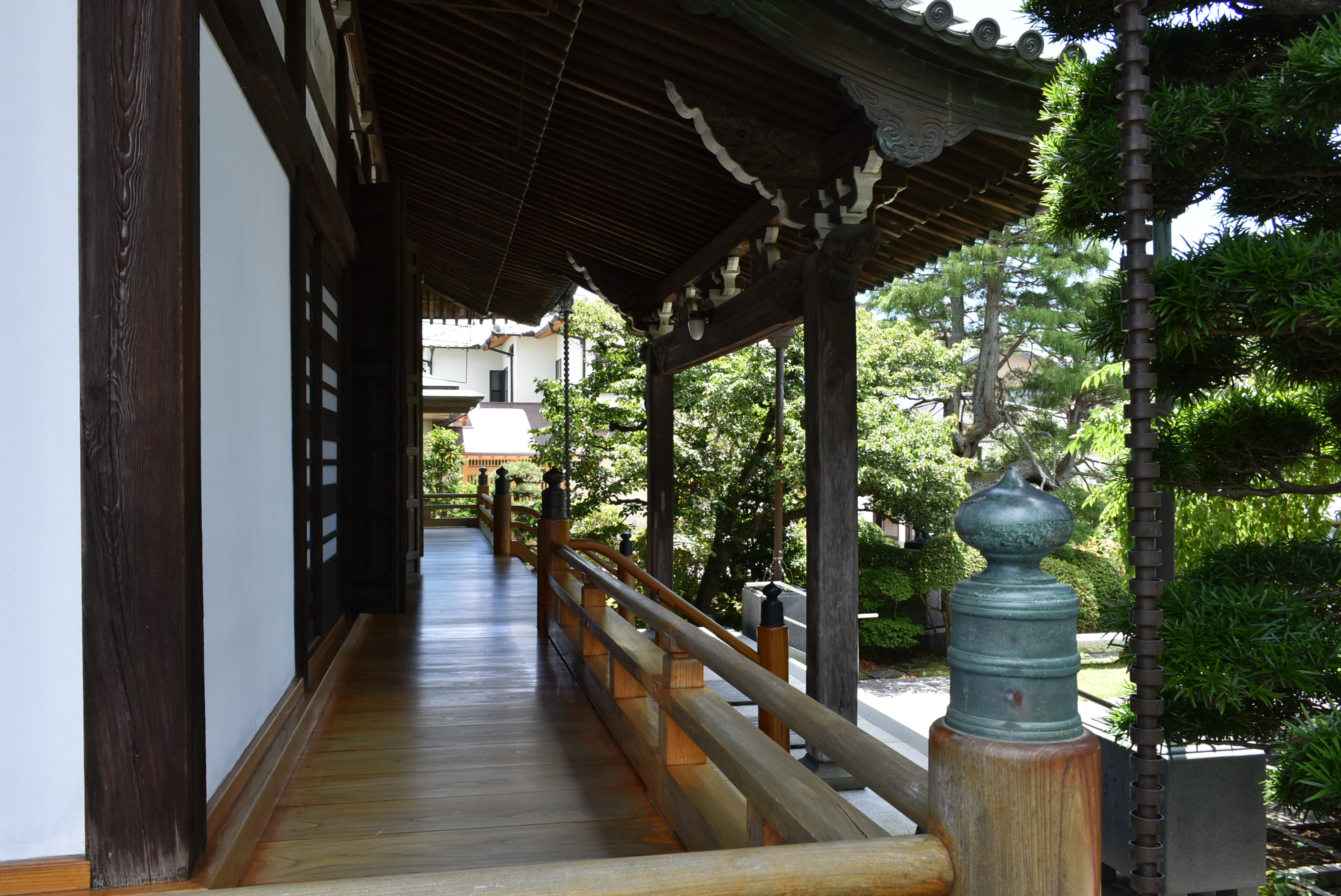
同左（2018年7月10日撮影）